# Імре Хармат
Імре Хармат (угор. Harmath Imre, нар. 13 грудня 1909, — пом.?) — угорський футболіст, що грав на позиції нападника. Виступав також під іменами Андраш Годі (угор. Gödi András) і Імре Херманн (угор. Hermann Imre).

## Клубна кар'єра
2 грудня 1928 року під ім'ям Андраш Годі вийшов у складі «Ференцвароша» на матч чемпіонату проти клубу «Шомодь». Поєдинок завершився з рахунком 5:0 на користь господарів, а Годі відзначився двома забитими м'ячами, ще стільки ж забив Йозеф Такач і один Імре Коста. Але цей матч так і залишився для гравця єдиним у складі «Ференцвароша», бо попередній клуб футболіста «Фелшогоді» не давав дозволу на перехід.
Ще у тому ж сезоні уже під ім'ям Імре Хармат гравець виступав у складі «Уйпешта», провів 2 матчі і забив 1 гол. Влітку 1929 року став володарем кубку Мітропи, міжнародного турніру для найсильніших клубів центральної Європи. Хармат зіграв у чотирьох матчах: двох чвертьфінальних проти празької «Спарти» (6:1 і 0:2) і двох півфінальних проти віденського «Рапіду» (2:1 і 2:3). У матчі-переграванні з «Рапідом» і у фінальних матчах зі «Славією» участі не брав. У сезоні 1929/30 став чемпіоном Угорщини, зігравши у трьох матчах першості.
Влітку 1930 року узяв участь у фінальному матчі Кубку Угорщини у складі команди «Баштя», що протистояла клубові «Бочкаї» з міста Дебрецен. Команда Хармата зазнала розгромної поразки з рахунком 1:5. Того ж літа у складі «Уйпешта» став переможцем кубка Націй. Зіграв в одному матчі турніру — проти нідерландського «Гоу Егед» (7:0), відзначився двома забитими голами.
Також виступав у командах «Кішпешт» і Сегеді.

## Досягнення
У складі «Уйпешта»:
- Володар Кубка Мітропи: 1929
- Володар Кубка Націй: 1930
- Чемпіон Угорщини: 1929–30

У складі «Ференцвароша»:
- Срібний призер Чемпіонату Угорщини: 1928–29

У складі «Башті»:
- Фіналіст Кубка Угорщини: 1930